# A View to a Kill
Az A View to a Kill a Duran Duran new wave és szintipop együttes tizenharmadik kislemeze, amely 1985. május 6-án jelent meg az EMI és a Capitol Records kiadókon keresztül. Az 1985-ös Halálvágta James Bond-film főcímdalaként vették fel és az együttes egyik legnagyobb slágere lett. AZ egyetlen James Bond főcímdal, amely elérte az első helyet a Billboard Hot 100-on, illetve három hetet töltött a Brit kislemezlista második helyén, Paul Hardcastle 19-ja mögött. Ez a dal volt az utolsó, amelyet a Duran Duran klasszikus Fab Five felállása együtt felvett, 2001-es összeállásukig. Az együttes előadta a dalt a philadelphiai Live Aid koncerten, amely az utolsó közös fellépésük volt a 2000-es évek elejéig.
A következő évben John Barryt és a Duran Durant jelölték egy Golden Globe-díjra a Legjobb eredeti filmbetétdal kategóriában. Barry 2011-es halálát követően az együttes a Coachella Fesztiválon megemlékezett róla, mikor koncertjüket követően Simon Le Bon visszatért a színpadra egy fehér öltönyben, hogy előadja a dal zenekari verzióját vonós és fúvós hangszerekkel, mielőtt csatlakozott hozzá a Duran Duran többi tagja. John Taylor vezette fel a dalt, azt mondva, hogy „Idén elvesztettük egy kedves barátunkat. Egy zseniális angol zeneszerző, akit Hollywood jól ismer, a neve John Barry. Ezt az ő emlékére játsszuk.”

## Háttér
A dalt a Duran Duran és John Barry szerezte, a Maison Rouge Studióban, illetve a CTS Stúdióban vették fel Londonban, egy 60 fős zenekarral.
A Duran Durant az után választották ki a dalra, miután John Taylor basszusgitáros, aki a sorozat nagy rajongója volt, részegen felkereste Cubby Broccoli producert egy buliban és megkérdezte tőle: „Mikor fogsz valaki tisztességest felkérni, hogy készítse el az egyik főcímdalodat?” Az együttest ezt követően bemutatták John Barrynek és Jonathan Eliasnek (akivel az együttes később még sokat dolgozott). Az első találkozásukon, mikor írni kezdtek volna Knightsbridge-ben, mindenki csak lerészegedett a komponálás helyett.

## Kompozíció
Simon Le Bon énekes a következőt mondta Barryről a folyamat során: „Nem igazán ő találta ki a zenei ötleteket. Meghallgatta, amit mi összehoztunk és sorba állította őket. Ezért történt ez ilyen gyorsan, mert el tudta választani a jó ötleteket a rossztól, és összerendezte őket. Jól tud dolgozni zseniális akkordmenetekkel. Lényegében a csoport hatodik tagjaként dolgozott velünk, de figyelt rá, hogy ne idegesítsen minket.”
Az együttes feladata volt a dalszerzés, míg Barry készítette el a végső hangszerelést és a zenekari részeket. A dal 1985 áprilisában készült el, majd májusban jelent meg. Az Egyesült Királyságban a második helyig jutott a slágerlistákon, ahol három hetet töltött, míg az Egyesült Államokban 45. helyen debütált és az egyetlen James Bond-főcímdalként az első helyig jutott a Billboard Hot 100-on, július 13-án.

## Videóklip
A dal videóklipjét az Eiffel-toronyban forgatták és a Godley & Creme duó voltak a rendezői. A videó az ikonikus puskacsöves James Bond-nyitójelenettel indul és a film azon jelenetére koncentrál, mikor May Day megöli Achille Aubergine detektívet James Bond szeme előtt a toronynál. Ezt követően látható az együttes, ahogy a torony felé sétál: Simon Le Bon egy turistaként van álcázva, aki szürke kabátot visel és egy walkman van nála; John Taylor, aki feketébe van öltözve; Nick Rhodes, aki egy modellel dolgozó fényképész; Andy Taylor, egy vak harmonikásként, aki a Bond-főcímdalt játssza; és Roger Taylor, aki egy teherautóból követi az eseményeket. Az együttes tevékenysége egybeesik a film történetével, Bond a toronyban üldözi May Dayt, aki végül egy ejtőernyővel menekül el. A videó végén egy hölgy megközelíti Le Bont és megkérdezi tőle, hogy „Elnézést... ön nem?”, amire az énekes a kamerába néz és azt válaszolja, „Bon. Simon Le Bon.” Ezen jelenet alatt véletlenül megnyom néhány gombot a walkmanbe rejtett detonátoron, amelynek következtében felrobban az Eiffel-torony.

## Számlista

### UK 7" (EMI, Duran 007)
- A-oldal: A View to a Kill – 3:37
- B-oldal: A View to a Kill (That Fatal Kiss) – 2:31
  - Szintén kiadva kihajtható borítóval (DURANG 007). Az Egyesült Államokban a Capitol adta ki (B-5475). Majd CD formájában a Singles Box Set 1981–1985 (2003) részeként.

## Közreműködő előadók
Duran Duran
- Simon Le Bon – vokál
- Andy Taylor – gitár
- John Taylor – basszusgitár
- Roger Taylor – dobok
- Nick Rhodes – billentyűk

Utómunka
- Bernard Edwards – co-producer
- Jason Corsaro – co-producer, hangmérnök, keverés
- Duran Duran – co-producer
- John Barry – hangszerelés, karmester
- John Elias – hangminták

## Slágerlisták
| Slágerlista (1985)                          | Legmagasabb pozíció |
| ------------------------------------------- | ------------------- |
| Ausztrália (Kent Music Report)              | 6                   |
| Ausztria (Ö3 Austria Top 40)                | 6                   |
| Belgium (Ultratop 50 Flanders)              | 2                   |
| Belgium (VRT Top 30 Flanders)               | 1                   |
| Brit kislemezlista (OCC)                    | 2                   |
| Dánia (Hitlisten)                           | 1                   |
| Dél-Afrika (Springbok Radio)                | 4                   |
| Franciaország (SNEP)                        | 11                  |
| Hollandia (Dutch Top 40)                    | 3                   |
| Hollandia (Single Top 100)                  | 3                   |
| Írország (IRMA)                             | 2                   |
| Kanada Top Singles (RPM)                    | 1                   |
| Lengyelország (LP3)                         | 1                   |
| Norvég (VG-lista)                           | 2                   |
| Nyugat-Németország (Official German Charts) | 9                   |
| Spanyolország (AFYVE)                       | 1                   |
| Svájc (Schweizer Hitparade)                 | 7                   |
| Svédország (Sverigetopplistan)              | 1                   |
| US Billboard Hot 100                        | 1                   |
| US Cash Box Top 100                         | 1                   |
| Új-Zéland (Recorded Music NZ)               | 13                  |

| Slágerlista (1985)                          | Pozíció |
| ------------------------------------------- | ------- |
| Ausztrália (Kent Music Report)              | 64      |
| Ausztria (Ö3 Austria Top 40)                | 27      |
| Belgium (Ultratop 50 Flanders)              | 16      |
| Brit kislemezlista (Official Single Charts) | 34      |
| Hollandia (Dutch Top 40)                    | 9       |
| Hollandia (Single Top 100)                  | 15      |
| Kanada Top Singles (RPM)                    | 24      |
| Németország (Official German Charts)        | 34      |
| Svájc (Schweizer Hitparade)                 | 16      |
| US Billboard Hot 100                        | 35      |
| US Cash Box Top 100                         | 19      |

## Minősítések
| Régió                    | Minősítés | Példányszám |
| ------------------------ | --------- | ----------- |
| Kanada (Music Canada)    | Arany     | 50,000      |
| Egyesült Királyság (BPI) | Ezüst     | 250,000     |

## További megjelenések
Albumokon
- Decade (1989)
- Greatest (1998)
- Singles Box Set 1981–1985 (2003)
- Encore Series 78–03 Reunion Tour (2003)
- Live from London (2005)